# Harriet Monroe

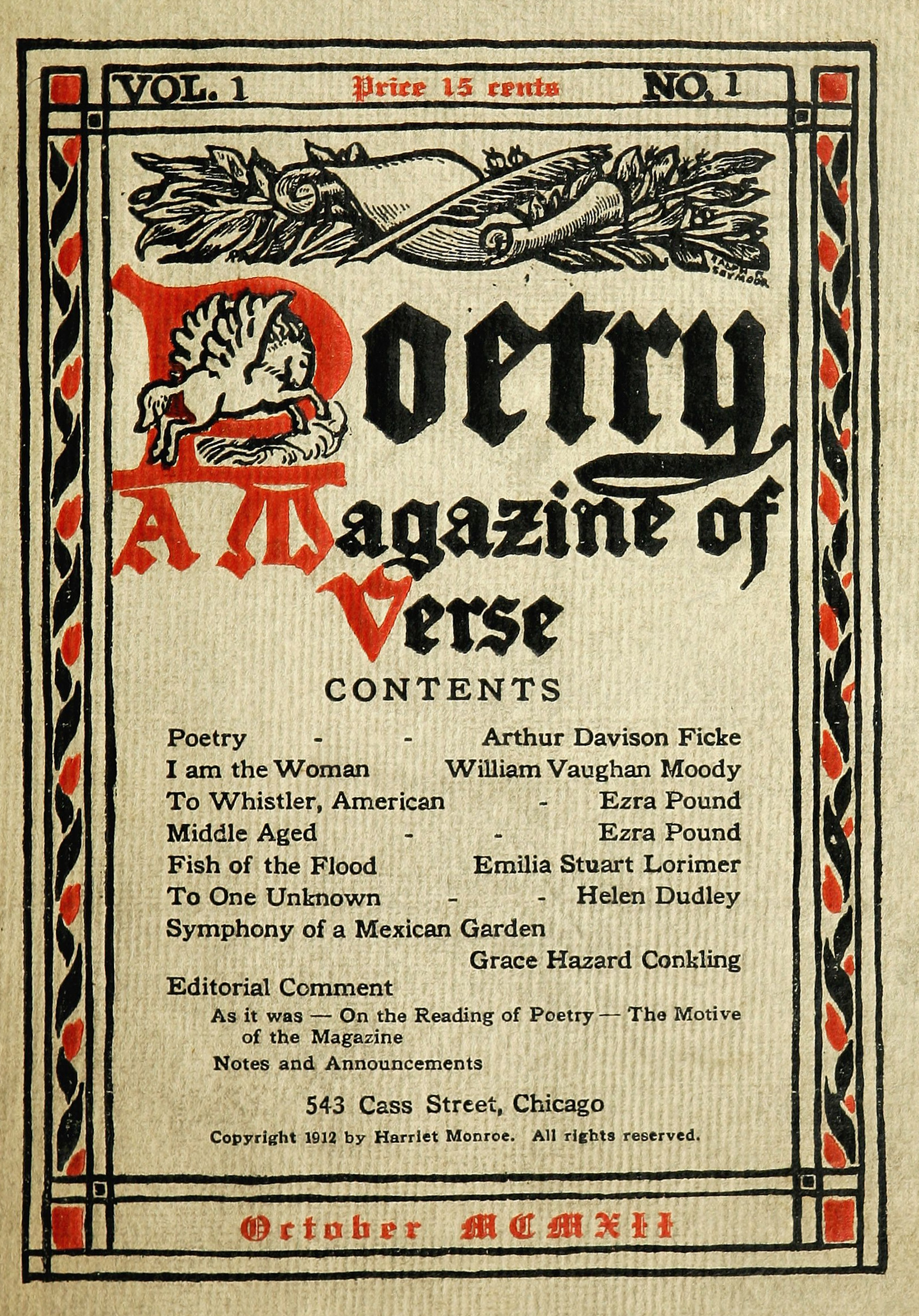
Okładka magazynu "Poetry"

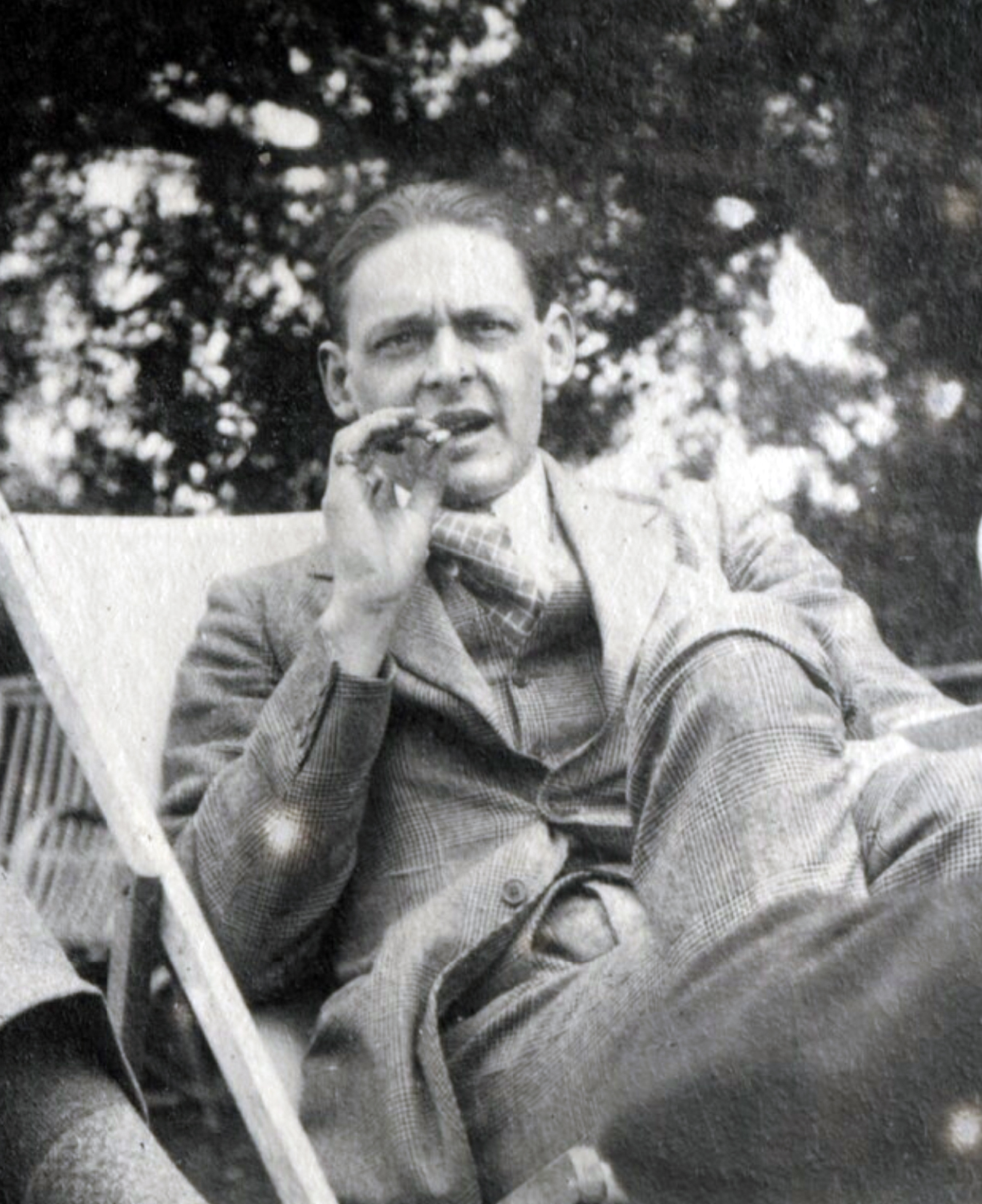
Harriet Monroe swój debiut zawdzięczał między innymi T.S. Eliot

Harriet Monroe (ur. 1860, zm. 1936) – amerykańska poetka.

## Życiorys
Harriet Monroe urodziła się 23 grudnia 1860 w Chicago. Była córką Henry’ego Stantona Monroego i Marthy Mitchell. Uczyła się w Dearborn Seminary w Chicago i Visitation Convent w Waszyngtonie, który ukończyła w 1879. Jej ambicje zostania poetką i dramatopisarką wspierał między innymi Robert Louis Stevenson, z którym korespondowała. W 1888 sonet Monroe zatytułowany With Shelley’s Poems został przyjęty do druku w magazynie literackim Century. W latach 1910–11 odbyła podróż do Chin, gdzie jej siostra przebywała wraz z mężem, ambasadorem. Była animatorką życia literackiego w Chicago. Zmarła 26 września 1936 w Arequipie w Peru.

## Twórczość
Harriet Monroe jest znana przede wszystkim jako założycielka i wieloletnia redaktor naczelna magazynu Poetry. Jego pierwszy numer pojawił  się w 1912. Na łamach tego pisma publikowało wielu wybitnych autorów. Byli wśród nich Carl Sandburg, Edgar Lee Masters, Vachel Lindsay i Sherwood Anderson. Korespondentem zagranicznym był Ezra Pound. W 1915 w Poetry ukazał się The Love Song of J. Alfred Prufrock debiutującego T.S. Eliota. W czasopiśmie publikowane były również eksperymentalne wiersze Wallace’a Stevensa, Marianne Moore, D.H. Lawrence’a i Williama Carlosa Williamsa.  Monroe poczuła się doceniona, kiedy współpracujący z jej pismem indyjski poeta Rabindranath Tagore w 1913 otrzymał Nagrodę Nobla. Funkcję redaktor naczelnej sprawowała aż do śmierci. Po niej stanowisko to objęła Jessica Nelson North.
Harriet Monroe była poetką, dramatopisarką i krytyczką literacką. W 1891 wydała tomik Valeria and Other Poems. Został on dobrze przyjęty przez krytykę. Zawierał tytułowy dramat i kilkadziesiąt innych utworów. Napisała kantatę na otwarcie Auditorium Building projektu Louisa Sullivana w Chicago w 1889 i odę na rozpoczęcie Chicago World’s Fair w 1893. W 1914 opublikowała zbiorek You and I. Pisała między innymi sonety. Napisała też autobiografię A Poet’s Life: Seventy Years in a Changing World, która ukazała się pośmiertnie w 1938. Poza tym napisała słowo wstępne do tomiku The Congo and Other Poems Vachela Lindsaya.